# Мала Церквиця
Мала Церквиця (пол. Mała Cerkwica) — село в Польщі, у гміні Камень-Краєнський Семполенського повіту Куявсько-Поморського воєводства.
Населення — 416 осіб (2011).
У 1975-1998 роках село належало до Бидгощського воєводства.

## Демографія
Демографічна структура станом на 31 березня 2011 року:
|          | Загалом | Допрацездатний вік | Працездатний вік | Постпрацездатний вік |
| -------- | ------- | ------------------ | ---------------- | -------------------- |
| Чоловіки | 215     | 51                 | 148              | 16                   |
| Жінки    | 201     | 46                 | 118              | 37                   |
| Разом    | 416     | 97                 | 266              | 53                   |